# دانتي باول
دانتي باول (بالإنجليزية: Dante Powell)‏ هو لاعب كرة قاعدة أمريكي، ولد في 25 أغسطس 1973 في لونغ بيتش في الولايات المتحدة.

## وصلات خارجية
- دانتي باول على موقعبيزبول رفرنس.كوم (الدوري الرئيسي) (الإنجليزية)
- دانتي باول على موقعبيزبول رفرنس.كوم (الدوري الثانوي) (الإنجليزية)